# Swarmed
Swarmed (Brasil: O Ataque das Vespas Mutantes ) é um telefilme canadense do gênero terror, dirigido por Paul Ziller. Lançado em 2005, foi protagonizado por Michael Shanks.